# Niszczuka krokodyla
Niszczuka krokodyla (Atractosteus spatula) – gatunek ryby promieniopłetwej, charakteryzującej się prymitywną budową (istnieje od ponad 150 mln lat), największy przedstawiciel rodziny niszczukowatych. Po raz pierwszy została opisana naukowo pod nazwą Lepisosteus spatula Lacepède, 1803. Ma niewielkie znaczenie gospodarcze – poławiana przez wędkarzy, spotykana w dużych akwariach publicznych. Bardzo szybka i silna, jednak płochliwa ryba. Poluje na inne, dużo mniejsze ryby. Swoją ofiarę trzyma w charakterystycznym wydłużonym pysku do momentu aż ta przestanie stawiać opór, po czym przesuwa ją w kierunku gardła. Kiedyś tępiona w Teksasie, znalazła się na skraju wyginięcia. Zabijano je na masową skalę przy pomocy sieci elektrycznych oraz specjalnie skonstruowanych w tym celu maszyn pływających.

## Występowanie
Ameryka Północna – w wodach Florydy, Zatoki Meksykańskiej, Luizjany, Alabamy, Teksasu, w rzece Missisipi, i południowej Karolinie, niewielka odizolowana populacja żyje w Nikaragui.
Ryby te najczęściej spotykane są w wodach stojących obfitujących w korzenie drzew i inne dogodne kryjówki.

## Opis
Jest największą pod względem długości słodkowodną rybą Ameryki Północnej – osiąga do 3 metrów długości ciała i masę do 166 kg. Ryba mięsożerna o diecie złożonej z ryb, małych ssaków, ptaków, żółwi itp. Ikra jest toksyczna, trująca m.in. dla ludzi.
Potencjalnie niebezpieczna dla małych dzieci. Odnotowano przypadki dotkliwego pogryzienia pływaków, ale nigdy nie były one śmiertelne.

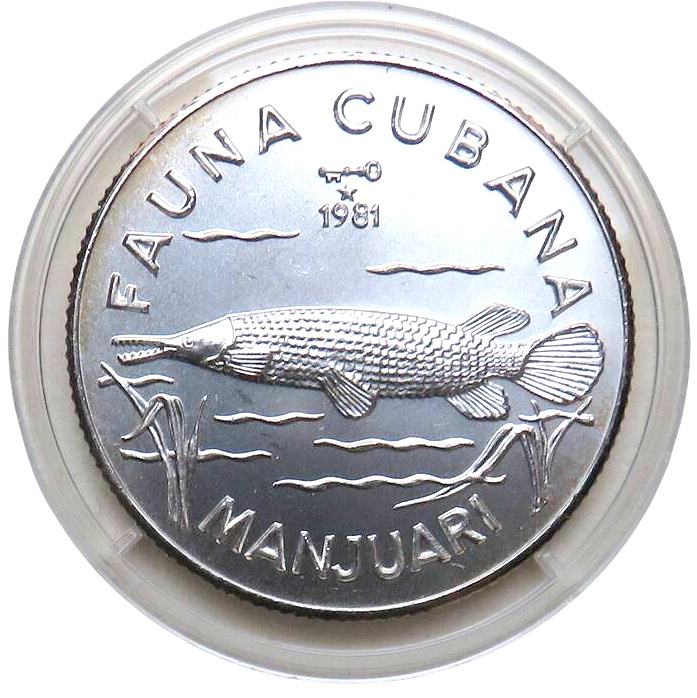
Ryba na monecie 5 Peso